# Over the Hills and Far Away
Over the Hills and Far Away (ang. Za wzgórzami i daleko stąd) to minialbum fińskiej grupy Nightwish, nagrany w marcu 2001 roku.

## Opis albumu
Na albumie znalazły się: „Over the Hills and Far Away” Gary’ego Moore’a, a także dwie nowe piosenki „Away” i „10th Man Down” oraz remake utworu „Astral Romance” z albumu Angels Fall First. Fińska premiera tego EP odbyła się w czerwcu 2001. Niemiecka wersja (Drakkar) zawierała też sześć utworów z koncertu From Wishes to Eternity.

## Lista utworów
Opracowano na podstawie materiału źródłowego.
1. „Over The Hills And Far Away” – 5:03
2. „10th Man Down” – 5:20
3. „Away” – 4:31
4. „Astral Romance” – 5:18
5. „The Kinslayer” (Live) – 4:12
6. „She Is My Sin” (Live) – 4:44
7. „Sacrament Of Wilderness” (Live) – 5:01
8. „Walking In The Air” (Live) – 5:10
9. „Wishmaster” (Live) – 6:40
10. „Deep Silent Complete” (Live) – 5:03

| Official Collector’s Edition |
| --- |
| 1. „Over The Hills And Far Away” - 5:03 2. „10th Man Down” - 5:20 3. „Away” - 4:32 4. „Astral Romance” – 5:18 5. „The Kinslayer” (Live) – 4:12 6. „She Is My Sin” (Live) – 4:45 7. „Sacrament Of Wilderness” (Live) – 5:01 8. „Walking In The Air” (Live) – 5:11 9. „Beauty And The Beast” (Live) – 6:40 10. „Wishmaster” (Live) – 5:03 11. „10th Man Down” (Live) – 5:31 12. „Over The Hills And Far Away” (Live) – 6:00 13. „Over The Hills And Far Away” (teledysk) – 3:52 |

| Russian/Ukrainian Edition |
| --- |
| 1. „Over The Hills And Far Away” - 5:03 2. „10th Man Down” - 5:20 3. „Away” - 4:32 4. „Astral Romance” – 5:18 5. „The Kinslayer” (Live) – 4:12 6. „She Is My Sin” (Live) – 4:45 7. „Sacrament Of Wilderness” (Live) – 5:01 8. „Walking In The Air” (Live) – 5:11 9. „Beauty And The Beast” (Live) – 6:40 10. „Wishmaster” (Live) – 5:03 |

| Hybrid Edition |
| --- |
| DVD - videos (Strona A) 1. „The Kinslayer” - 4:12 2. „She Is My Sin” - 4:45 3. „Sacrament Of Wilderness” – 5:01 4. „Walking In The Air” – 5:08 5. „Wishmaster” – 4:44 6. „Deep Silent Complete” – 4:38 CD (Strona B) 1. „Over The Hills And Far Away” – 5:03 2. „10th Man Down” – 5:20 3. „Away” – 4:31 4. „Astral Romance” – 5:18 5. „The Kinslayer” (Live) – 4:12 6. „She Is My Sin” (Live) – 4:44 7. „Sacrament Of Wilderness” (Live) – 5:01 8. „Walking In The Air” (Live) – 5:10 9. „Wishmaster” (Live) – 6:40 10. „Deep Silent Complete” (Live) – 5:03 |

| Back On Black Records Vinyl Edition |
| --- |
| Strona A 1. „Over The Hills And Far Away” - 5:03 2. „10th Man Down” - 5:20 3. „Away” - 4:32 Strona B 1. „Astral Romance” – 5:18 2. „The Kinslayer” (Live) – 4:12 3. „She Is My Sin” (Live) – 4:45 Strona C 1. „Sacrament Of Wilderness” (Live) – 5:01 2. „Walking In The Air” (Live) – 5:11 Strona D 1. „Beauty And The Beast” (Live) – 6:40 2. „Wishmaster” (Live) – 5:03 |